# Gare d'Estivaux
La gare d'Estivaux est une ancienne gare ferroviaire française de la Ligne des Aubrais - Orléans à Montauban-Ville-Bourbon, située sur le territoire de la commune d'Estivaux, dans le département de la Corrèze en région Nouvelle-Aquitaine.
Mise en service en 1893, elle est fermée au trafic au cours du XXe siècle. 

## Situation ferroviaire
Établie à 201 mètres d'altitude, la gare d'Estivaux est située au point kilométrique (PK) 476,396 de la ligne des Aubrais - Orléans à Montauban-Ville-Bourbon, entre les gares ouvertes de Vigeois et de Allassac.
Elle est également située entre deux tunnels ferroviaires, au bord de la Vézère dont la vallée est ici encaissée, à proximité des ruines du Château de Comborn.

## Histoire
La gare d'Estivaux est mise en service le 1er juillet 1893 par la compagnie du chemin de fer de Paris à Orléans, à l'ouverture de la section entre Limoges-Bénédictins et Brive via Uzerche.
La gare se situe à proximité immédiate du lieu de la catastrophe ferroviaire du tunnel de Pouch, qui fit 15 morts en 1908.
La date de sa fermeture est inconnue.

## Patrimoine ferroviaire
L'ancien bâtiment voyageurs a été détruit et les quais n'existent plus,.